# デイヴィッド・D・ニューサム

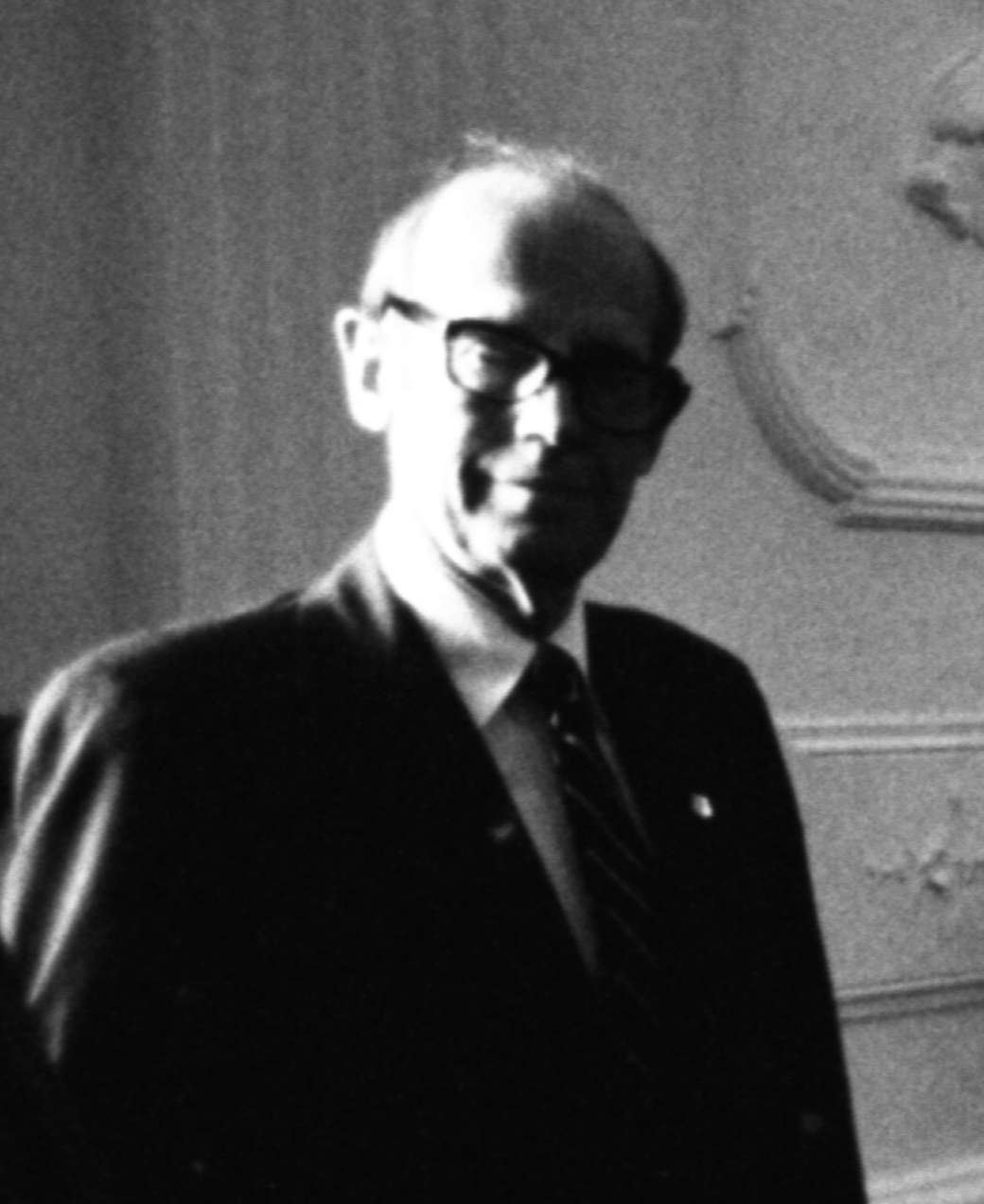
デイヴィッド・D・ニューサム

デイヴィッド・ダンラップ・ニューサム（David Dunlop Newsom、1918年1月6日 - 2008年3月30日）は、アメリカの外交官。
1938年、カリフォルニア大学バークレー校英語科卒、1940年コロンビア大学大学院ジャーナリズム研究科修士課程修了。
海軍を経て、国務省入省。パキスタン在勤（1947年-1950年）、ノルウェー在勤（1950年-1951年）、イラク在勤（1951年-1955年）、近東局アラビア半島担当官（1955年-1959年）などを経て、駐リビア大使（1965年‐1969年）、アフリカ担当アメリカ合衆国国務次官補（1969年 - 1974年）、駐インドネシア大使（1974年 - 1977年）、駐フィリピン大使（1977年 - 1978年）、 政治担当国務次官（1978年-1981年）を歴任。
1979年10月、モハンマド・レザー・パフラヴィーがニューヨーク病院＝コーネル医療センターに入院した際、彼は（当時は国務次官であった）ニューサムの知らぬままに、一時的なコード名として「デイヴィッド・D・ニューサム」を用いた。
ニューサムは6冊の本の著者であると共に『クリスティアン・サイエンス・モニター』紙の常連コラムニストでもあり、1981年から2005年にかけて400本以上のコラムを寄稿した。